# Michael Reynolds
Michael Reynolds (Brooklyn, Nova York, 23 de outubro de 1909 – Huntingdon, Nova York, 1º de agosto de 1972), cujo nome de batismo é George Salisbury Chase, foi um compositor estadunidense de BGMs e músicas de biblioteca. No Brasil, tornou-se notório por conta de algumas músicas que tocam nos seriados Chaves e Chapolin.
Em 1957, Chase foi contratado pela R.T.F. Music Publishing Corp., uma subsidiária da Thomas J. Valentino, Inc., para escrever músicas de fundo e produção de filmes, e permaneceu trabalhando lá até sua morte. Ele utilizava o pseudônimo de Michael Reynolds para a biblioteca Major Record da empresa. Ele também era conhecido sob o pseudônimo de "Franz Mahl".
Algumas de suas composições foram usadas em episódios das temporadas 1955-1956 do seriado Adventures of Superman. Quatro delas,  "Dark of the Moon," "Mystic Night," "Hypertension," e "Vigil," também foram utilizadas no filme de 1952 "Plan 9 from Outer Space", de Ed Wood. A ele também é creditada a composição da música para o programa de televisão de 1952–54, Mr. and Mrs. North. Chase também era compositor de música litúrgica.